# Leiothrix itacambirensis
Leiothrix itacambirensis är en gräsväxtart som beskrevs av Silveira. Leiothrix itacambirensis ingår i släktet Leiothrix och familjen Eriocaulaceae. Inga underarter finns listade i Catalogue of Life.